# Avenida Juan Martín de Pueyrredón
La Avenida Juan Martín de Pueyrredón es una arteria de la Ciudad de Córdoba (Argentina) que lleva este nombre en honor al prócer argentino Juan Martín de Pueyrredón.
Ubicada en el sector centro de la capital cordobesa, esta avenida es una de las más transitadas de la ciudad. Como la arteria circula por el sector de Nueva Córdoba; esta, al igual que otras calles aledañas, presenta una pronunciada pendiente ya originada naturalmente por las erosiones que durante miles de años el Arroyo La Cañada originó antes que la esta zona de barrancas fuera poblada. Su nomenclatura es 0 (calle Independencia) hasta 2600 (calle Alte. G.Brown)

## Transporte sobre su traza
Véase: Anexo:Recorrido de colectivos en la Ciudad de Córdoba (Argentina)
Sobre esta avenida circulan los colectivos de las líneas C (dese Cañada hasta Plaza España), C2, C5 Y C7 (desde calle Río Negro hasta Paso de los Andes)y C4 (desde Cañada hasta calle Sol de Mayo) todas pertenecientes a la empresa Coniferal, además de la línea R2 de la empresa T.A.M.S.E. que apenas cubre unas dos cuadras sobre su traza, desde Avenida Vélez Sársfield hasta calle Independencia. Además a estar muy próxima a la Terminal de Ómnibus, sobre esta avenida circulan diferentes empresas de servicio interurbano de pasajeos.

## Cruces semaforizados
Sobre su trayecto, la avenida cuenta con trece cruces semaforizados:
- Avenida Juan M.de Pueyrredón y calle Independencia.
- Avenida Juan M.de Pueyrredón y calle Obispo Trejo.
- Avenida Juan M.de Pueyrredón y Avenida Vélez Sársfield.
- Avenida Juan M.de Pueyrredón y calle Belgrano.
- Avenida Juan M.de Pueyrredón y calle Marcelo T. de Alvear.
- Avenida Juan M.de Pueyrredón y Arturo M.Bas.
- Avenida Juan M.de Pueyrredón y calle Mariano Moreno.
- Avenida Juan M.de Pueyrredón y calle Paso de los Andes.
- Avenida Juan M.de Pueyrredón y calle Misiones.
- Avenida Juan M.de Pueyrredón y calle Río Negro.
- Avenida Juan M.de Pueyrredón y calle Sol de Mayo.
- Avenida Juan M.de Pueyrredón y Juan Hipólito Vieytes.
- Avenida Juan M.de Pueyrredón y calle Almirante Guillermo Brown.

## Instituciones
- Escuela ``República de Japón´´
- Escuela ``Presidente Roque Sáenz Peña´´